# Phenacolepas alboradiata
Phenacolepas alboradiata is een slakkensoort uit de familie van de Phenacolepadidae. De wetenschappelijke naam van de soort is voor het eerst geldig gepubliceerd in 1906 door Verco.